# Ivan Gavrilovič Blinov
Ivan Gavrilovič Blinov (in russo Иван Гаврилович Блинов?; Kudašicha, 18 novembre 1872 – Kudašicha, 8 giugno 1944) è stato un pittore e calligrafo russo.

## Biografia
Nacque in una famiglia di contadini. Il nonno e lo zio materno, artisti, erano pittori di icone. Dalla fine del 1900 alla fine del 1911 la sua attività artistica si svolge quasi sempre a Mosca. Nel 1912 si trasferisce nei pressi di Char'kov nella villa Natalevka di proprietà dell'imprenditore Charitonenko.
Nel 1916 risiede per tre settimane a Carskoe Selo, dove è incaricato di realizzare i disegni per tre statuti dell'Ordine di Sant'Olga, ricevendo il ringraziamento ufficiale dell'imperatrice Aleksandra Fëdorovna Romanova.
Dal 1917 al 1919 la carriera di Blinov come calligrafo e pittore subisce un'interruzione a causa della Rivoluzione Bolscevica. Dal 1920 al 1925 lavora come direttore del museo etnografico di Gorodec. Nel corso del 1925 torna a Kudašicha, suo paese natale.
Nel corso della sua carriera artistica, Ivan Gavrilovič ha contribuito alla copiatura di quasi 200 manoscritti medioevali. Come pittore ha realizzato diverse miniature, tra le quali una lubka sulla Battaglia di Kulikovo e diverse immagini a tematica storico-religiosa. Dalla formazione dell'Unione Sovietica in poi la sua arte pittorica non venne più del tutto apprezzata, mentre l'interesse intorno ad essa si rinnovò a partire dall'inizio degli anni ottanta.
Dalla moglie Vera Pavlovna ha avuto i figli Ivan, anche lui calligrafo, Filaret e Andrej, e le figlie Nadežda, Aleksandra, Taisia e Vassa.

## Galleria d'immagini

Gli esempi della pittura di I. G. Blinov
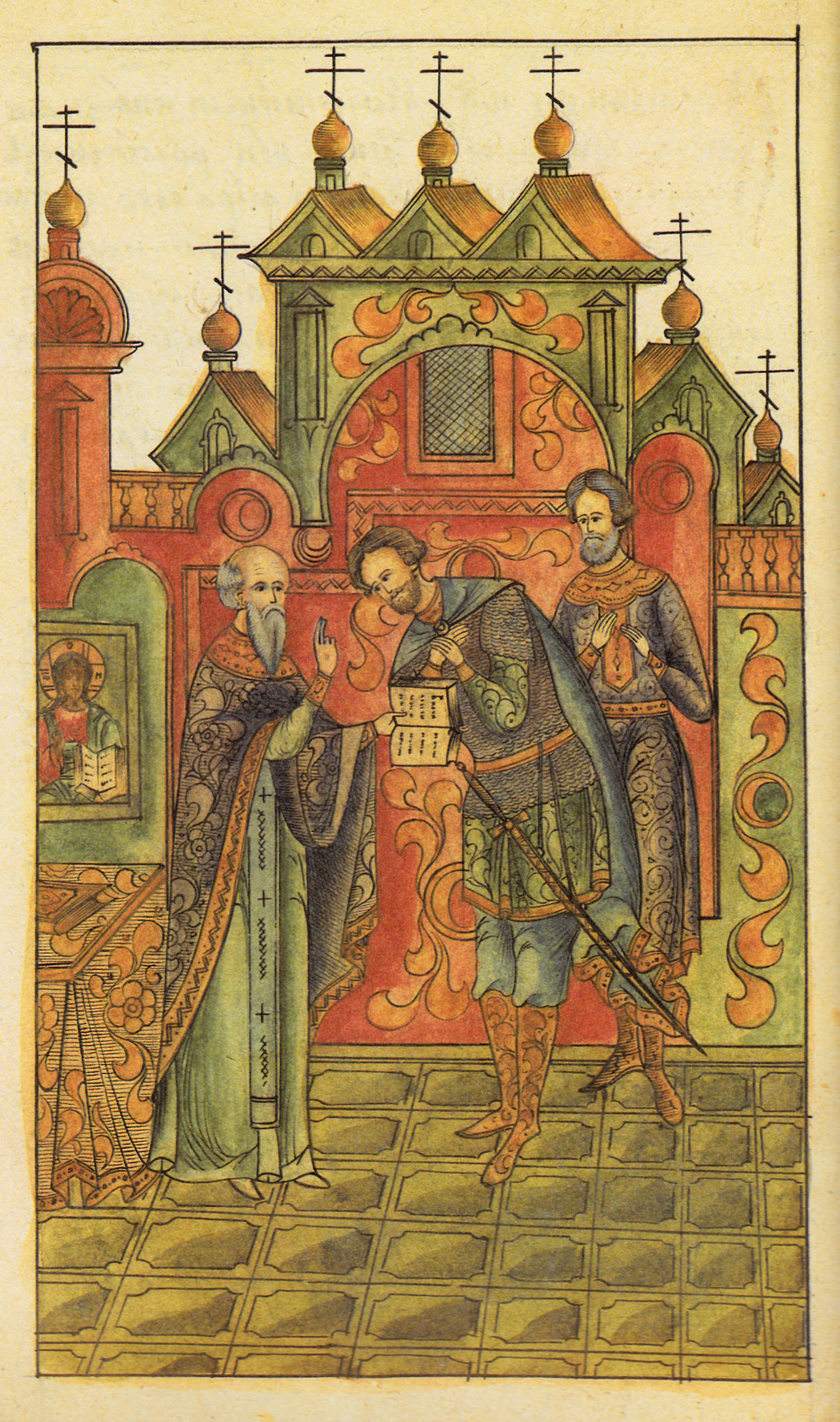
La miniatura di “La leggenda del principe Michail di Tcernigov e il suo bojarin Feodor” (1895)
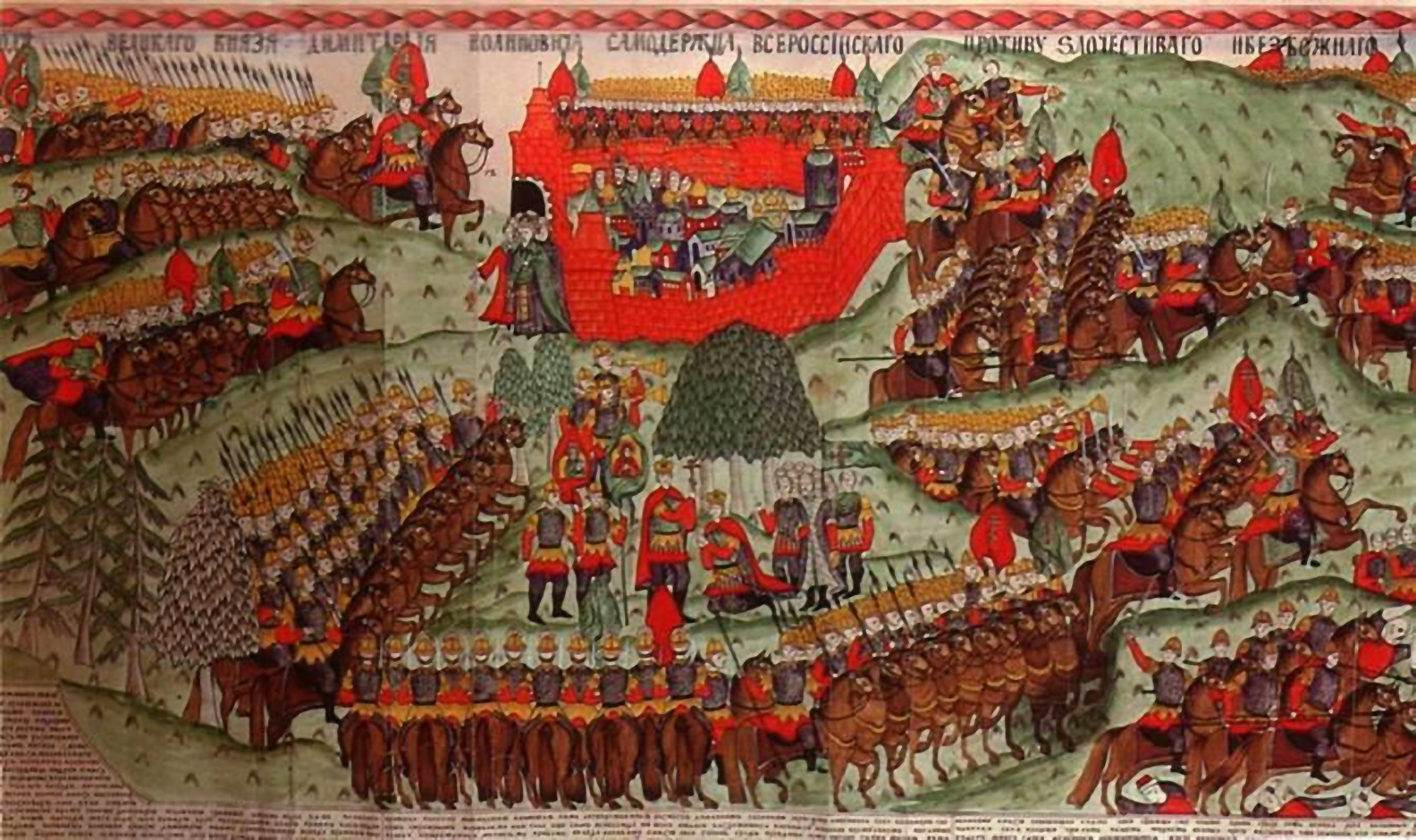
Il fragmento del foglio della mura “La marcia e la leva del grande principe de la Russia Dimitrij Ioannovitsch…” ( 1895 – 1900)
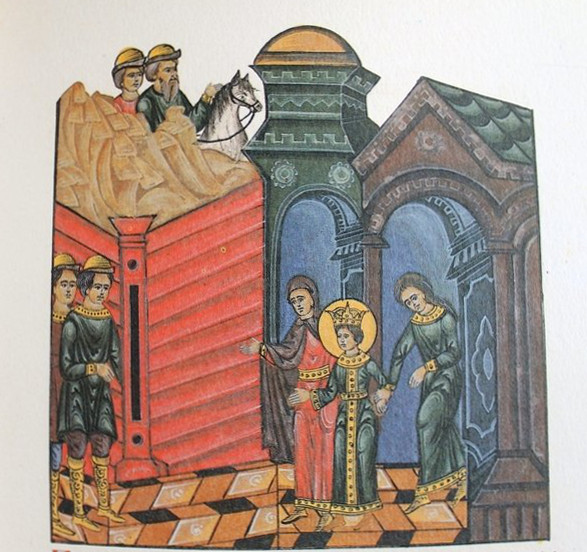
La miniatura di “La novella della assassinaggio il principe Dimitrio” (l’inizio del XX secolo)
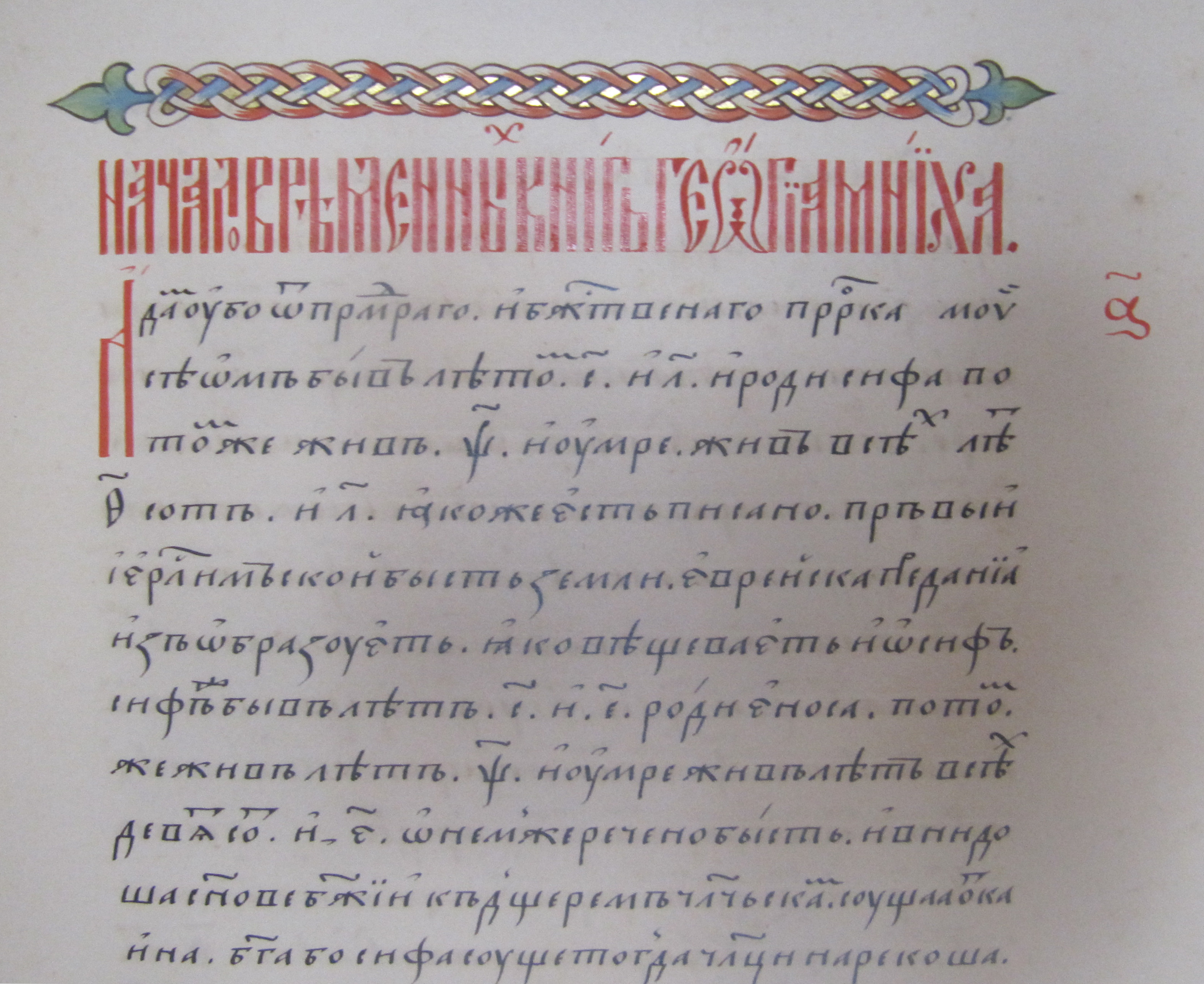
Il fragmento “Cronaca di Georgio Amartol” (l’inizio del XX secolo)
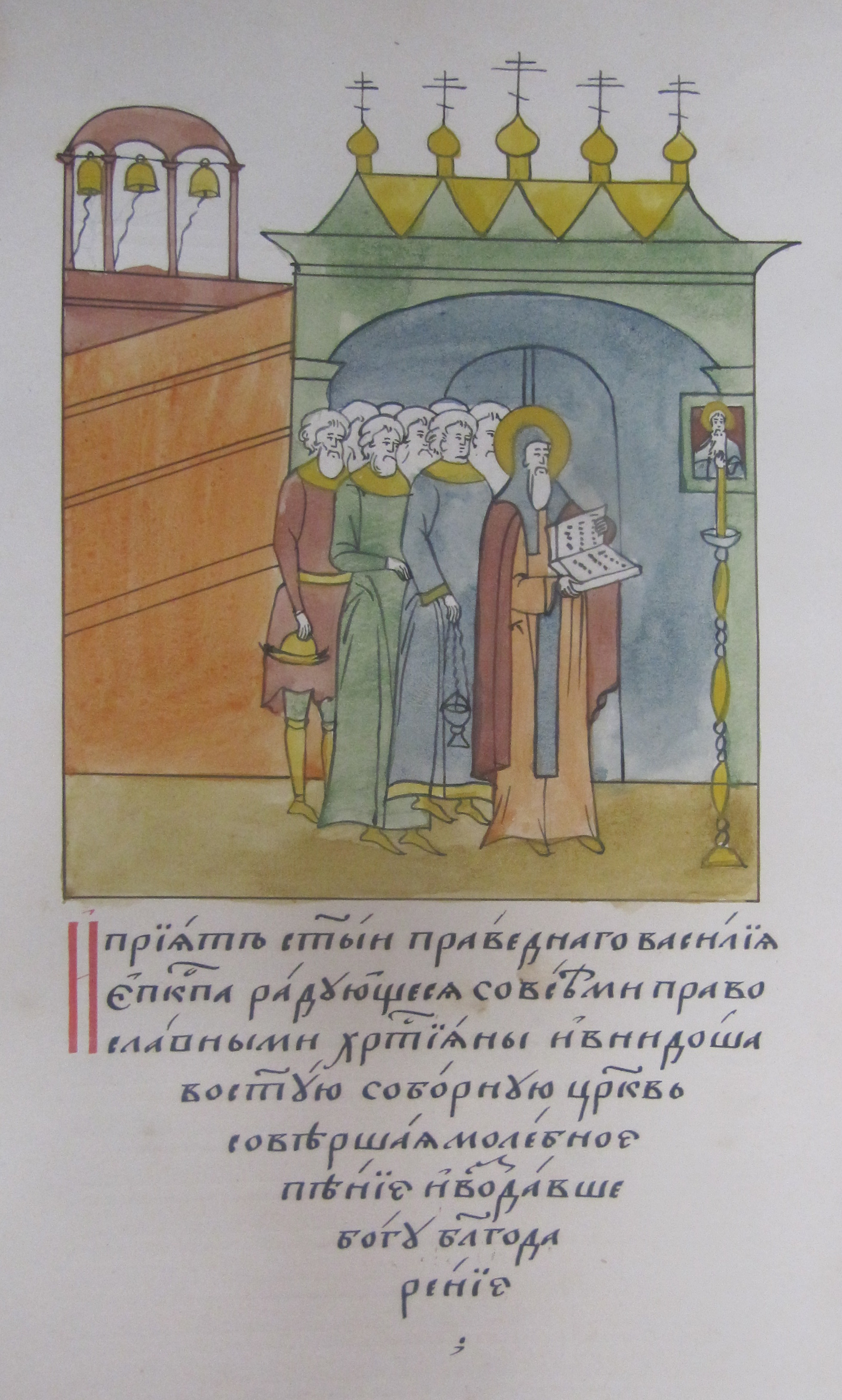
Il fragmento “La novella del Santo Basilio di Rjazan” (l’inizio del XX secolo)
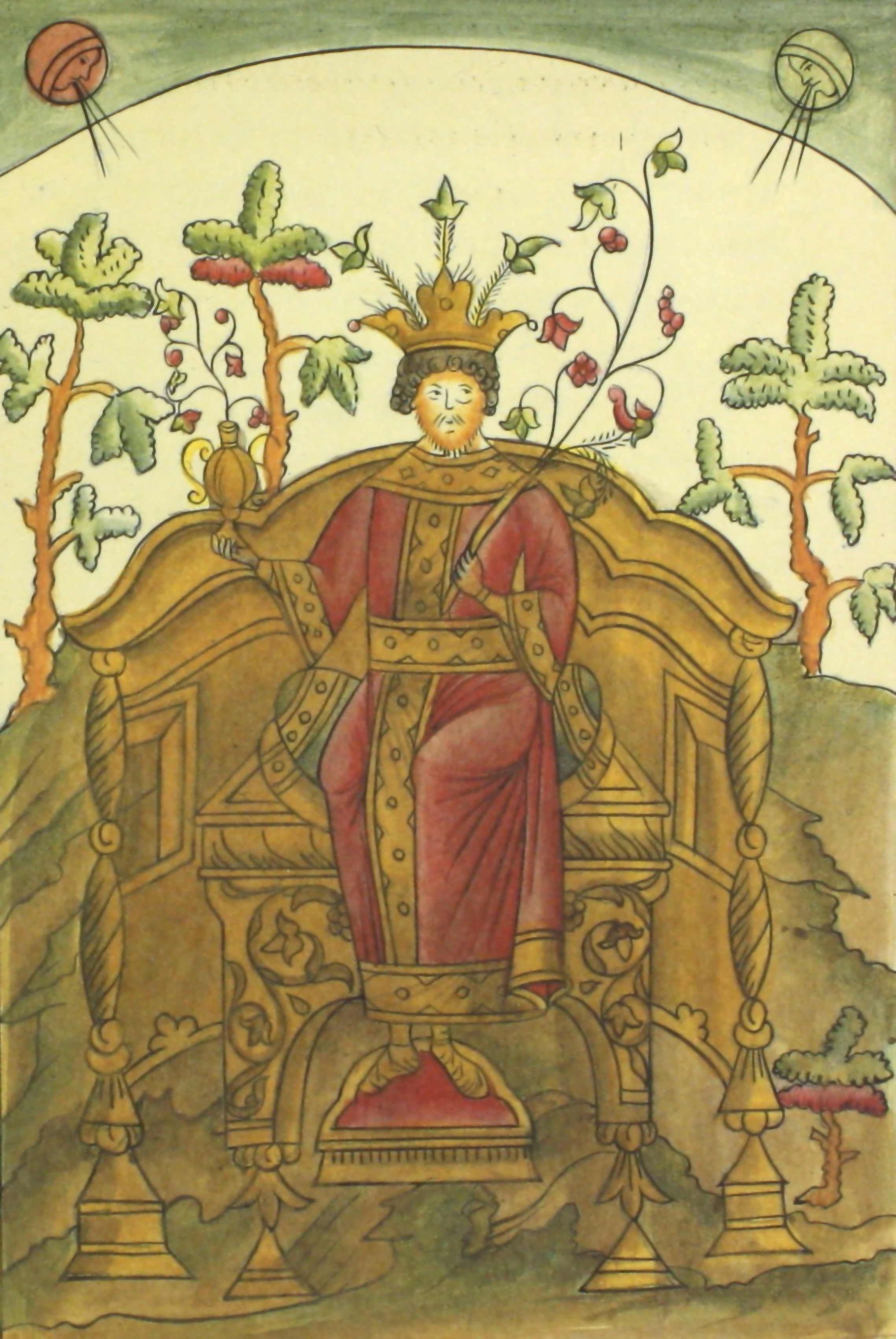
La miniatura di “La storia dei stagioni” (l’inizio del XX secolo)
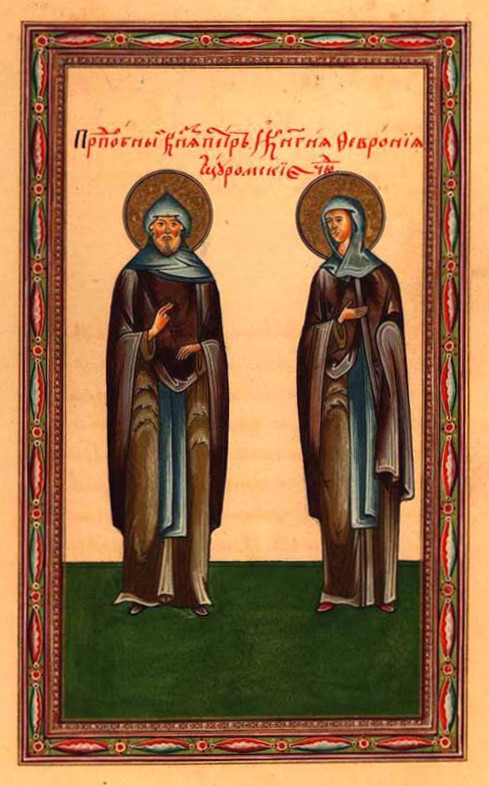
La miniature iniziale di “La novella di Pietro e Fevronia di Murom” (1900)
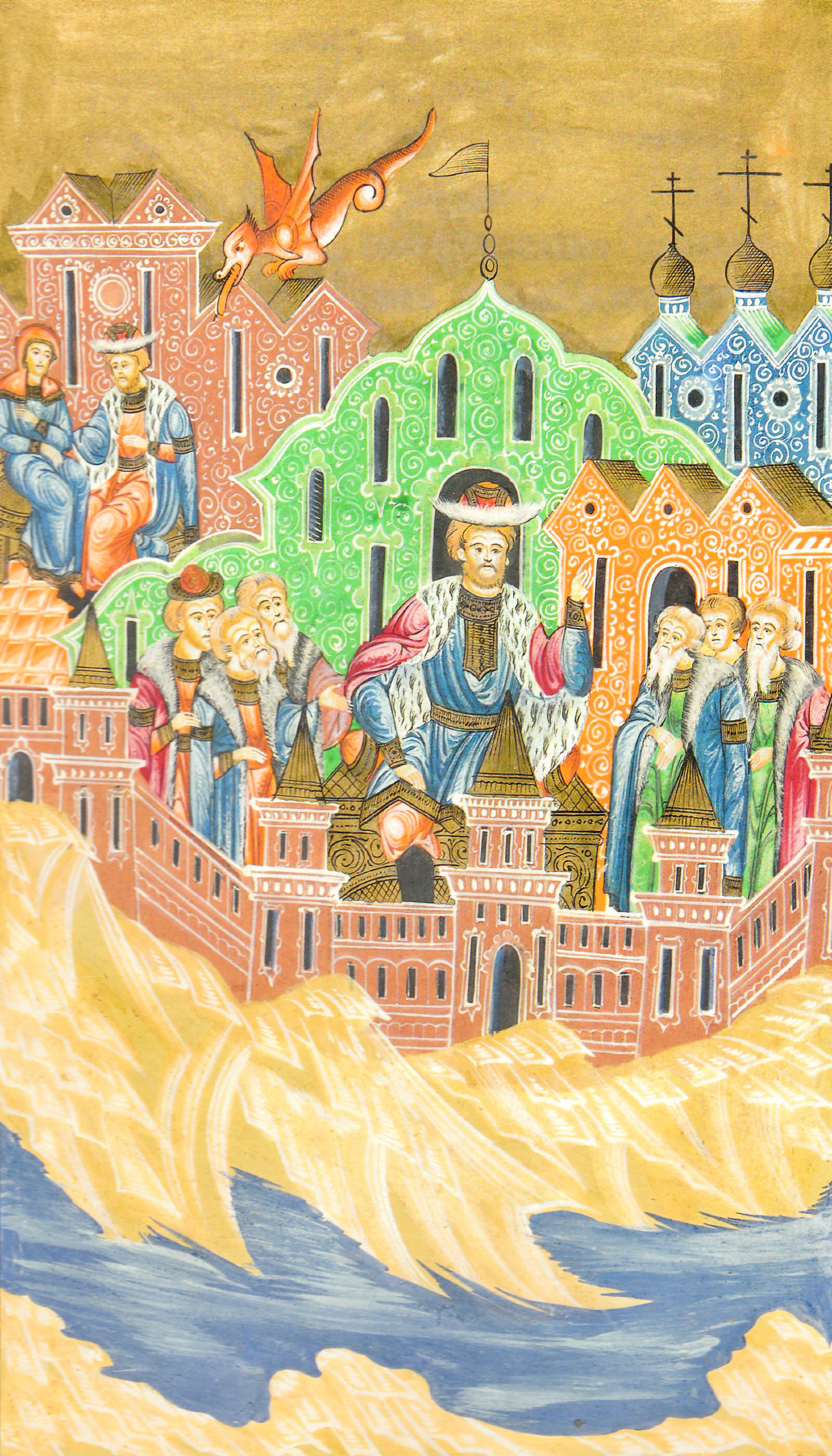
La miniature di “La novella di Pietro e Fevronija di Murom” (1901)
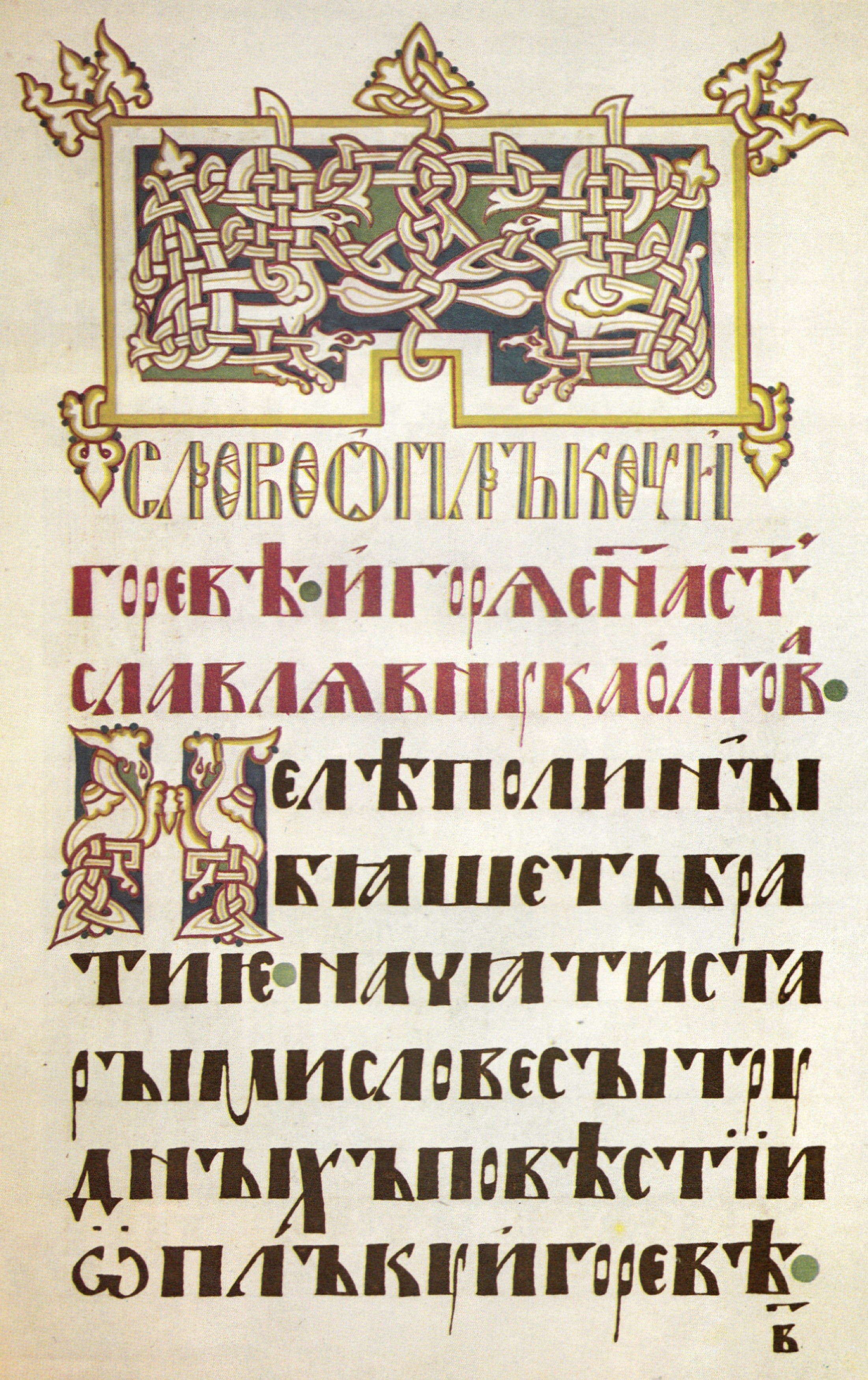
Il titel di “La parola della campania di Igor” (1912)
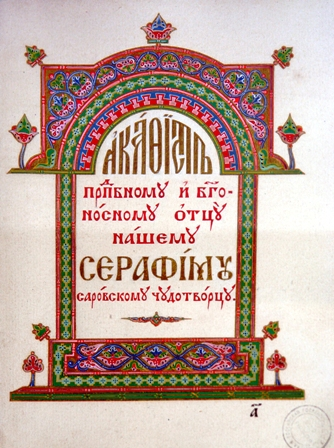
Il title della pagina “Akafist del Santo Serafino di Sarov” (1917)
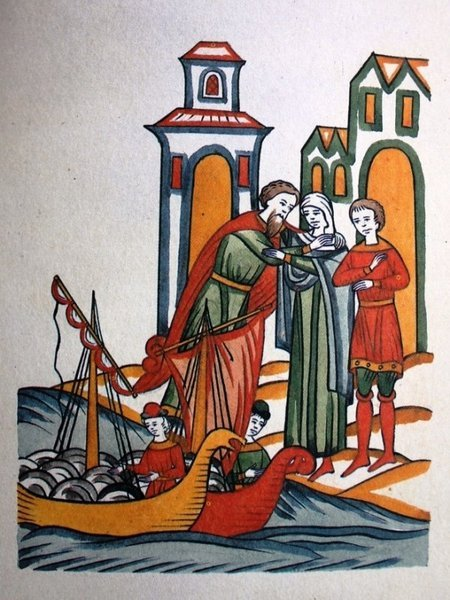
La miniatura di « La novella di Savva Grudtzin (1919)
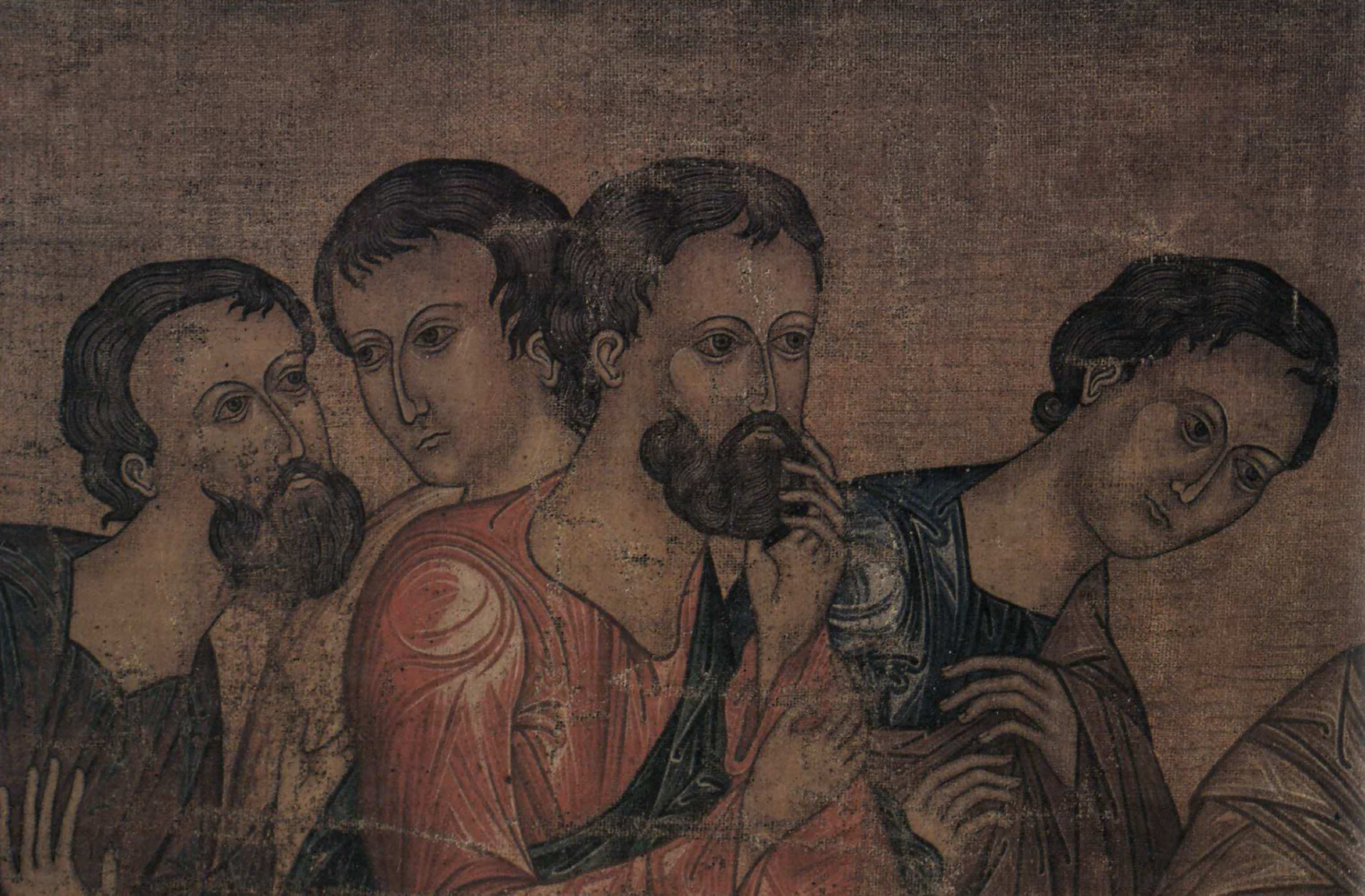
Il fragmento del quadro “Simone di Giovanni, mi ami?” (1919)

## Pubblicazioni
1. Сказание о князе Михаиле Черниговском и о его боярине Феодоре: Факсимильное воспроизведение лицевого списка из собрания ГИМ / Пер. с древрус. и прил. И. В. Левочкина. М., 1988.
2. Слово о полку Игореве: Факсимильное воспроизведение лицевого списка работы И. Г. Блинова из собрания ГБЛ / Л. А. Дмитриев, Н. К. Гаврюшин, В. П. Гребенюк, И. И. Шкляревский. М., 1988.
3. Покровители семьи и брака святые Петр и Феврония Муромские / Издание выполнено по рукописи Государственного исторического музея: Повесть о Петре и Февронии Муромских. Художник и писец И. Г. Блинов. 1901 г. / Сост., пер. и вступ. ст. Е. М. Юхименко. М., 2012.

## Le opere
1. Автография жизни моей (1919) / Публ. Е. М. Юхименко // Искусствознание. 2013. numeri 1 – 2. С. 433–438.
2. Обзор городецких храмов и некрополя (1920) / Публ. С. В. Сироткина Archiviato il 28 gennaio 2015 in Internet Archive. // Городецкие чтения: Материалы научно-практической конференции 23 – 24 апреля 2004 г. Вып. 5. Городец, 2004. С. 46–51.
3. История города Городца Горьковской области (1937)